# 北海道道484号天塩港線

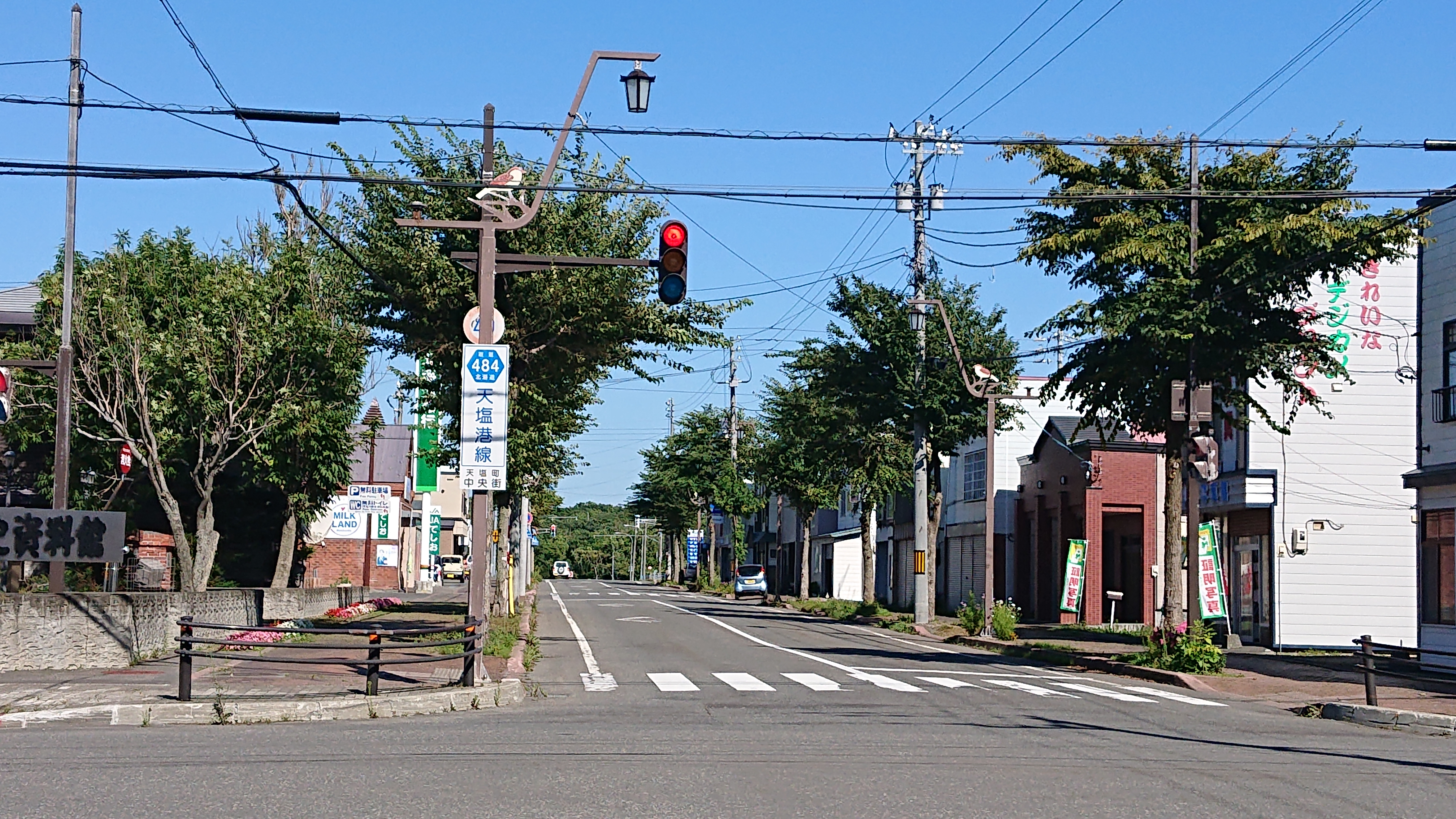
北海道道484号天塩港線（天塩町新栄通）

北海道道484号天塩港線（ほっかいどうどう484ごう てしおこうせん）は、北海道天塩郡天塩町内を結ぶ一般道道（北海道道）である。

## 概要

### 路線データ
- 起点：北海道天塩郡天塩町字更岸（地方港湾 天塩港）
- 終点：北海道天塩郡天塩町字川口（国道232号交点）
- 総延長：1.268 km
- 実延長：0.998 km
- 重用延長：0.270 km

### 道路管理者
- 留萌振興局 留萌建設管理部 遠別出張所

## 歴史
- 1965年（昭和40年）3月26日 - 路線認定[1]。

## 路線状況

### 重複区間
- 北海道道106号稚内天塩線（天塩町海岸通 - 天塩町字川口）

## 地理

### 通過する自治体
- 留萌振興局
  - 天塩郡天塩町

### 交差する道路
天塩町
- 北海道道106号稚内天塩線 - 海岸通、字川口（重複）
- 北海道道551号円山天塩停車場線 - 海岸通
- 国道232号 - 字川口（終点）

### 沿線にある施設など
天塩町
- 天塩町鏡沼海浜公園
- 天塩川歴史資料館
- 天塩町立天塩小学校